# Cameron Park (Texas)
Cameron Park statisztikai település az USA Texas államának Cameron megyéjében. Lakosainak száma 6099 fő (2020. április 1.).

## Népesség
A település népességének változása:

| 2010 | 6 963 |
| 2020 | 6 099 |